# ألكسيس أنتونيس
ألكسيس أنتونيس هو لاعب كرة قدم سويسري، ولد في 31 يوليو 2000 في جنيف في سويسرا.

## وصلات خارجية
- ألكسيس أنتونيس على موقع الاتحاد الأوربي (الإنجليزية)
- ألكسيس أنتونيس على موقع قاعدة بيانات كرة القدم.إي يو (الإنجليزية)
- ألكسيس أنتونيس على موقع عالم كرة القدم.نت (الإنجليزية)